# Drilonereis nuda
Drilonereis nuda är en ringmaskart som beskrevs av Moore 1909. Drilonereis nuda ingår i släktet Drilonereis och familjen Oenonidae. Inga underarter finns listade i Catalogue of Life.